# Lijst van voetbalinterlands Equatoriaal-Guinea - Kosovo
Deze lijst van voetbalinterlands is een overzicht van alle officiële voetbalwedstrijden tussen de nationale teams van Equatoriaal-Guinea en Kosovo. De landen speelden tot op heden een keer tegen elkaar: een vriendschappelijke wedstrijd op 10 oktober 2015 in Pristina.

## Wedstrijden
| № | Plaats   | Datum           | Competitie        | Wedstrijd                   | Uitslag |
| - | -------- | --------------- | ----------------- | --------------------------- | ------- |
| 1 | Pristina | 10 oktober 2015 | Vriendschappelijk | Kosovo – Equatoriaal-Guinea | 2 – 0   |

## Samenvatting
| Competitie        | Totaal gespeeld | Winst Equat.-Guinea | Gelijk | Winst Kosovo | Doelsaldo Equat.-Guinea – Kosovo |
| ----------------- | --------------- | ------------------- | ------ | ------------ | -------------------------------- |
| Vriendschappelijk | 1               | 0                   | 0      | 1            | 0 - 2                            |
| Totaal            | 1               | 0                   | 0      | 1            | 0 - 2                            |

Wedstrijden bepaald door strafschoppen worden, in lijn met de FIFA, als een gelijkspel gerekend.

## Details

### Eerste ontmoeting
| Vriendschappelijk (Pristina, Kosovo, 10 oktober 2015): |              |                    |
| Kosovo | 2 – 0        | Equatoriaal-Guinea |
| Mergim Brahimi 2' Mergim Brahimi 47' | goals        | -                  |
| Albert Bunjaki | bondscoach   | Esteban Becker     |
| Samir Ujkani Fanol Përdedaj 84' Ilir Berisha 84' Leart Paqarada 57' Eroll Zejnullahu 61' Loret Sadiku Imran Bunjaku Mergim Brahimi 57' Bernard Berisha 57' Erton Fejzullahu Besar Halimi | opstellingen |                    |
| Valmir Sulejmani 57' Shpëtim Hasani 57' Denis Markaj 57' Liridon Krasniqi 61' Leonit Abazi 84' Bajram Jashanica 84'                                                                      | wissels      |                    |
| Bernard Berisha 43' | gele kaarten |                    |
| Liridon Krasniqi 68', 76' | rode kaarten | 38' Diosdado Mbele |
| - Debuut van Leonit Abazi, Denis Markaj, Mergim Brahimi, Valmir Sulejmani, Bernard Berisha, Erton Fejzullahu en Besar Halimi voor Kosovo.                                                |              |                    |

FEF · A-internationals · Selecties · Equatoriaal-Guinees vrouwenelftal
1970 – 1979 · 
1980 – 1989 · 
1990 – 1999 · 
2000 – 2009 · 
2010 – 2019 ·
2020 − 2029
1975 · 
1976 · 
1977 · 
1978 · 1979 · 1980 · 
1981 · 
1982 · 1983 · 
1984 · 
1985 · 
1986 · 
1987 · 
1988 · 
1989 · 
1990 · 
1991 · 1992 · 1993 · 1994 · 1995 · 1996 · 1997 · 
1998 · 
1999 · 
2000 · 
2001 · 
2002 · 
2003 · 
2004 · 
2004 · 
2005 · 
2006 · 
2007 · 
2008 · 
2009 · 
2010 · 
2011 · 
2012 · 
2013 · 
2014 · 
2015 · 
2016 · 
2017 ·
2018 ·
2019 ·
2020 ·
2021 ·
2022 ·
2023 ·
2024
Algerije ·
Andorra ·
Angola ·
Benin ·
Botswana ·
Burkina Faso ·
Cambodja ·
Centraal-Afrikaanse Republiek ·
Congo-Brazzaville ·
Congo-Kinshasa ·
Djibouti ·
Egypte ·
Estland ·
Gabon ·
Gambia ·
Ghana ·
Guinee ·
Guinee-Bissau ·
Ivoorkust ·
Kaapverdië ·
Kameroen ·
Kenia ·
Kosovo ·
Libanon ·
Liberia ·
Libië ·
Madagaskar ·
Malawi ·
Mali ·
Marokko ·
Mauritanië ·
Mauritius ·
Namibië ·
Niger ·
Nigeria ·
Rwanda ·
Saoedi-Arabië ·
Sao Tomé en Principe ·
Senegal ·
Sierra Leone ·
Soedan ·
Spanje ·
Tanzania ·
Togo ·
Tsjaad ·
Tunesië ·
Zambia ·
Zuid-Afrika ·
Zuid-Soedan
FFK · 
Kosovaars vrouwenelftal · Kosovo U19 · Kosovo U17
2010 – 2019 ·
2020 − 2029
2014 · 
2015 · 
2016 · 
2017 · 
2018 ·
2019 ·
2020 ·
2021 ·
2022 ·
2023 ·
2024
Albanië ·
Andorra ·
Armenië ·
Azerbeidzjan · 
Bulgarije · 
Burkina Faso · 
Cyprus ·
Denemarken ·
Engeland ·
Equatoriaal-Guinea ·
Faeröer ·
Finland ·
Gambia ·
Georgië ·
Gibraltar ·
Griekenland ·
Guinee ·
Haïti ·
Hongarije ·
IJsland ·
Israël ·
Jordanië ·
Kroatië ·
Letland ·
Litouwen ·
Madagaskar ·
Malta ·
Moldavië ·
Montenegro ·
Noord-Ierland ·
Noord-Macedonië ·
Noorwegen ·
Oekraïne ·
Oman ·
Roemenië ·
San Marino ·
Senegal ·
Slovenië ·
Spanje ·
Tsjechië ·
Turkije ·
Wit-Rusland ·
Zweden ·
Zwitserland